# Imipenem/cilastatin
Imipenem/cilastatin, được bán dưới tên thương mại là Primaxin cùng với một số các tên khác, là một loại kháng sinh hữu ích trong điều trị một số bệnh nhiễm khuẩn. Thuốc này được tạo thành từ sự kết hợp giữa imipenem và cilastatin. Cụ thể hơn thì kháng sinh này được sử dụng để điều trị viêm phổi, nhiễm trùng huyết, viêm nội tâm mạc, nhiễm trùng khớp, nhiễm trùng trong ổ bụng và nhiễm trùng đường tiết niệu. Kháng sinh được đưa vào cơ thể có thể qua tiêm vào tĩnh mạch hoặc vào cơ.
Các tác dụng phụ thường gặp có thể kể đến như buồn nôn, tiêu chảy và đau ở chỗ tiêm. Các tác dụng phụ khác có thể bao gồm tiêu chảy Clostridium difficile và các phản ứng dị ứng bao gồm sốc phản vệ. Vẫn chưa rõ ràng về độ an toàn của thuốc nếu dùng trong giai đoạn mang thai. Imipenem thuộc họ thuốc carbapenem và hoạt động bằng cách tác động vào thành tế bào của vi khuẩn. Cilastatin ức chế hoạt động của dehydropeptidase I, ngăn ngừa sự phân hủy imipenem.
Imipenem/cilastatin lần đầu tiên được bán vào năm 1987. Nó nằm trong danh sách các thuốc thiết yếu của Tổ chức Y tế Thế giới, tức là nhóm các loại thuốc hiệu quả và an toàn nhất cần thiết trong một hệ thống y tế.  Chi phí bán buôn ở các nước đang phát triển là khoảng 12,68 đến 60 USD mỗi ngày. Tại Hoa Kỳ một khóa điều trị có giá hơn 200 USD.